# Timorsee

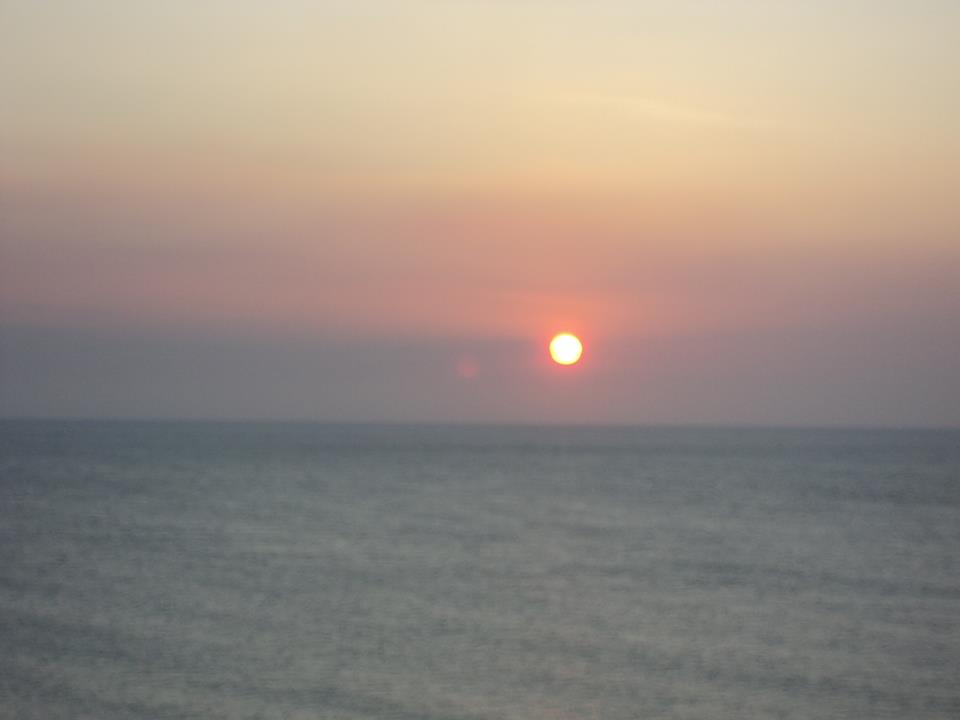
Timorsee bei Vessoru, Osttimor

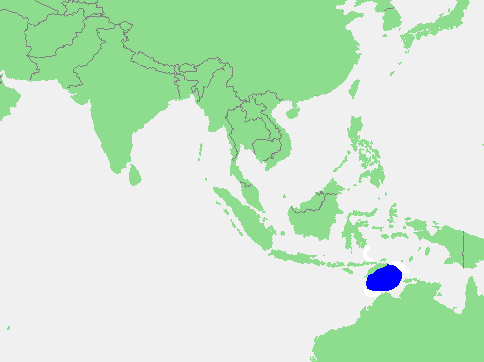
Lage der Timorsee

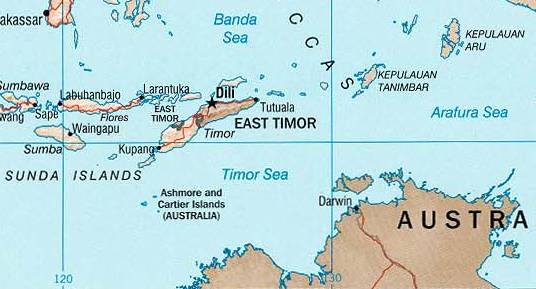
Karte mit der Timorsee

Die Timorsee ist ein etwa 61.500 km² großes Nebenmeer des Indischen Ozeans mit einer Tiefe von maximal 3300 Metern. Die Timoresen nennen die raue Timorsee auf Tetum Tasi Mane, das Männermeer, im Gegensatz zum ruhigen Meer im Norden, dem Tasi Feto, das Frauenmeer.

## Geographie
Die durchschnittlich 406 Meter tiefe Timorsee erstreckt sich zwischen der australischen Nordküste, der Insel Timor und der Arafurasee im Osten. Im Nordwesten liegt die Sawusee, im Norden die Bandasee. Der über 3000 Meter tiefe Timorgraben verläuft unter der Timorsee.
Die Timorsee ist Teil der indonesischen Meeresströmung (Indonesian throughflow, ITF) und ihr größter Durchlass. Die ITF hat Bedeutung für das globale Klima, da sie einen Weg für warmes, frisches Wasser aus dem Pazifik in den Indischen Ozean bietet. Sie stellt den oberen Arm im globalen Wärmeaustausch dar.

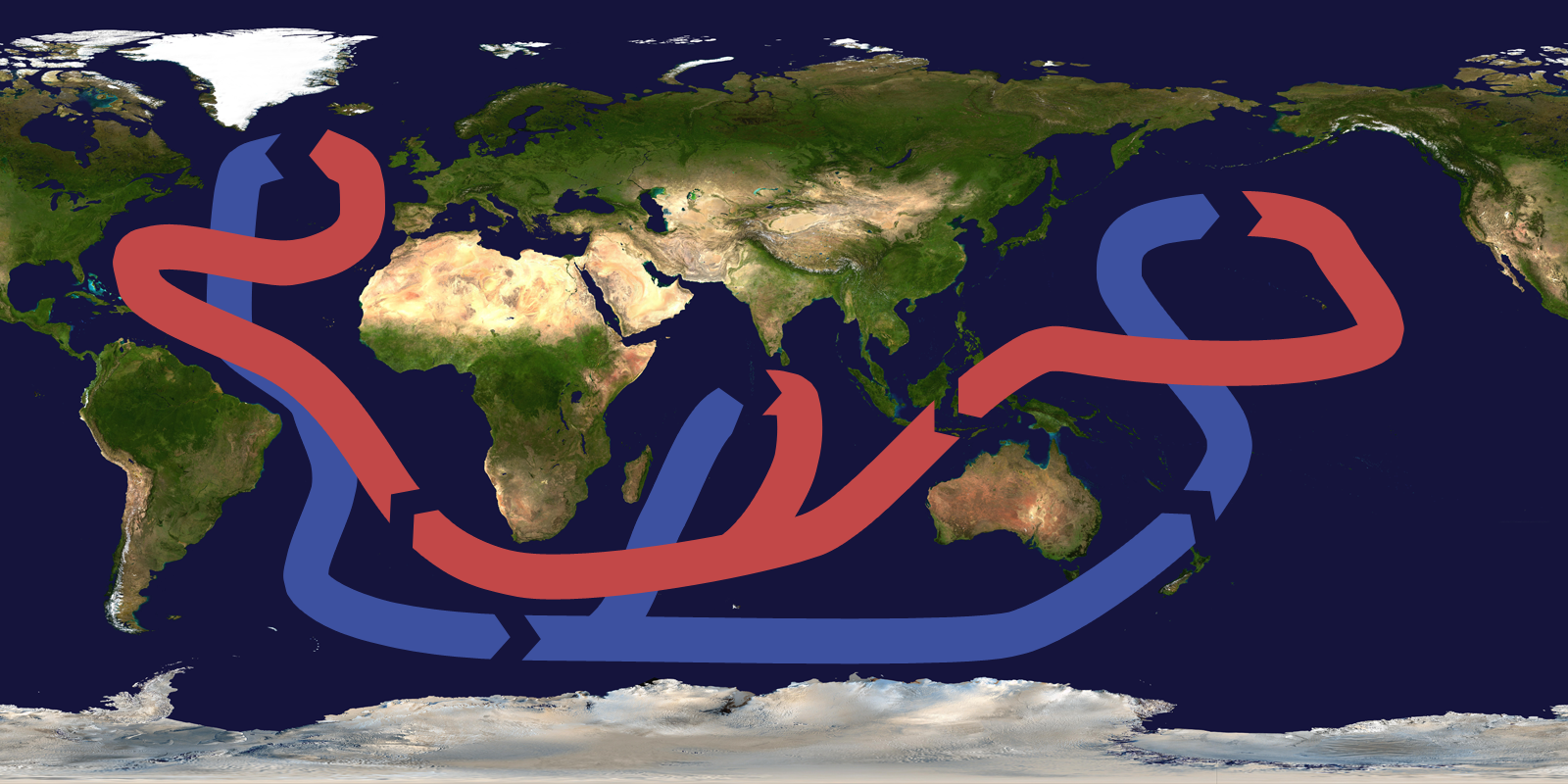
Meeresströmungen als globales Förderband, vereinfacht
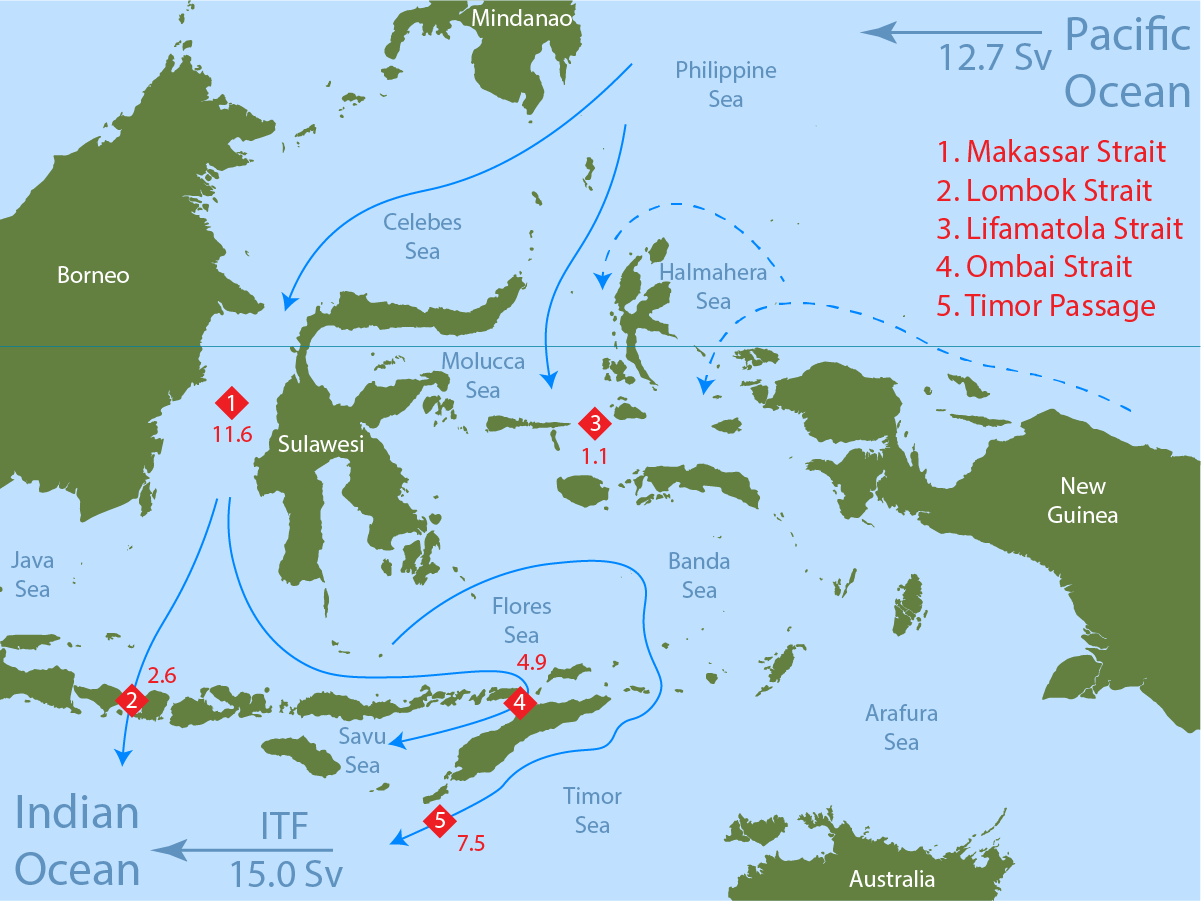
Indonesische Meeresströmung (Indonesian throughflow, ITF). 1 Sv =[5] 106 m³·s−1.

Während der letzten Kaltzeit war die Lombokstraße aufgrund des tieferen Meeresspiegels weniger aufnahmefähig, daher hätte die Durchflussrate in der Timorsee ansteigen sollen. Das Gegenteil war aber der Fall, denn das globale Förderband war weniger leistungsfähig.

## Rohstoffe
Unter der Timorsee liegen umfangreiche Öl- und Gasreserven. Die Vorkommen gehören zu den reichsten im asiatisch-pazifischen Raum. Australien und Osttimor stritten mehrere Jahre über die Förderrechte und Gewinnverteilung aus der Timor Gap. In dem Gebiet überschnitten sich Australiens Gebietsansprüche, die sich nach dem Prinzip des Kontinentalsockels richteten, mit denen von Osttimor. Osttimor folgte seiner ehemaligen Kolonialmacht Portugal, die forderte, dass die Trennlinie überseeisch genau auf halber Strecke zwischen den beiden Ländern liegen sollte.

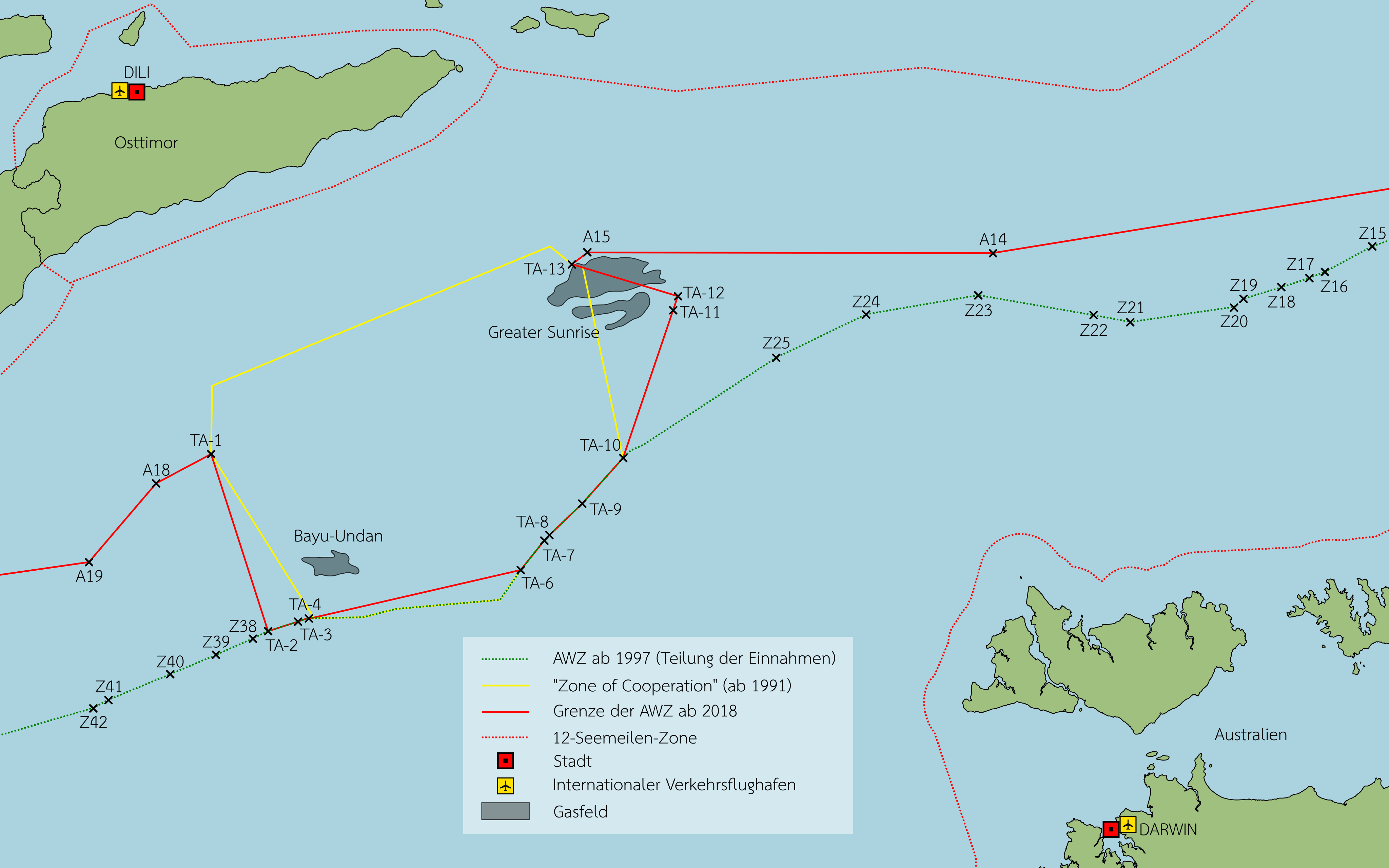
Grenzen nach dem Timor Sea Treaty und die theoretische ausschließliche Wirtschaftszone Osttimors sowie die Lage der Erdöl- und Erdgasfelder.

Das Prinzip der Mittellinie ist seit 1982 auch im Seerechtsübereinkommen der Vereinten Nationen festgeschrieben, trat aber erst 1994 in Kraft. Australien handelte vorzeitig mit Indonesien, das Osttimor von 1975 bis 1999 besetzt hielt, für sich günstigere Verträge aus. Australien verstieß sogar gegen UN-Resolutionen, indem es die Souveränität Indonesiens über Osttimor anerkannte. Nach der Unabhängigkeit Osttimors musste Australien neu verhandeln, setzte das finanziell gebeutelte Osttimor, das dringend auf die Ölgelder angewiesen ist, unter Druck. Während Osttimor nach dem UN-Seerechtsübereinkommen die Festlegung der Grenze in der Mitte zwischen den Ländern forderte, bestand Canberra auf einer Orientierung nach dem Verlauf des Randes der australischen Kontinentalplatte. In Australien gründeten im Januar 2004 Gegner der Regierungspolitik von John Howard die Timor Sea Justice Campaign, die sich für eine faire Aufteilung der Ölreserven einsetzte.
Am 12. Januar 2006 einigten sich die beiden Länder im CMATS-Vertrag, den Gewinn aus dem Öl- und Gasvorkommen der Greater Sunrise Area 50:50 zu teilen. Ein 50-Jahre-Moratorium bezüglich der Seegrenze wurde vereinbart, ohne dass Osttimor auf seine Ansprüche verzichtet. 2013 brach der Streit erneut aus, als herauskam, dass Australien während der Verhandlungen das Kabinett Osttimors abgehört hatte. Erst 2018 konnte mit einem neuen Grenzvertrag der Streit beendet werden. Osttimor plant große Infrastrukturmaßnahmen und den Aufbau einer Erdgasraffinerie an der Südküste Timors. Das Projekt ist nach der Timorsee Tasi Mane benannt.
Im Jahr 2009 liefen nach einem Brand auf der Förderplattform Montara über einen Zeitraum von 10 Wochen etwa 4,5 Millionen Liter Rohöl in die Timorsee. Durch eine auf den Ölteppich aufgesprühte Chemikalie bildete sich zudem ein Giftgemisch, sodass das Ökosystem dort für lange Zeit beeinträchtigt sein wird.